# Pseudocercospora rhoina
Pseudocercospora rhoina är en svampart som först beskrevs av Cooke & Ellis, och fick sitt nu gällande namn av Deighton 1976. Pseudocercospora rhoina ingår i släktet Pseudocercospora och familjen Mycosphaerellaceae.   Inga underarter finns listade i Catalogue of Life.